# Viciria scintillans
Viciria scintillans es una especie de araña saltarina del género Viciria, familia Salticidae. Fue descrita científicamente por Simon en 1909.
Habita en África Occidental.